# La Folie (Calvados)
Pour les articles homonymes, voir La Folie.
La Folie est une commune française, située dans le département du Calvados en région Normandie, peuplée de 107 habitants.

## Géographie

### Hydrographie
La commune est située dans le bassin Seine-Normandie. Elle est drainée par l'Esque, le Croc, le fossé 01 de la Piquenotière et l'Orbec,,.
L'Esque, d'une longueur de 21 km, prend sa source dans la commune de Cerisy-la-Forêt et se jette  dans l'Aure à Colombières, après avoir traversé douze communes. 

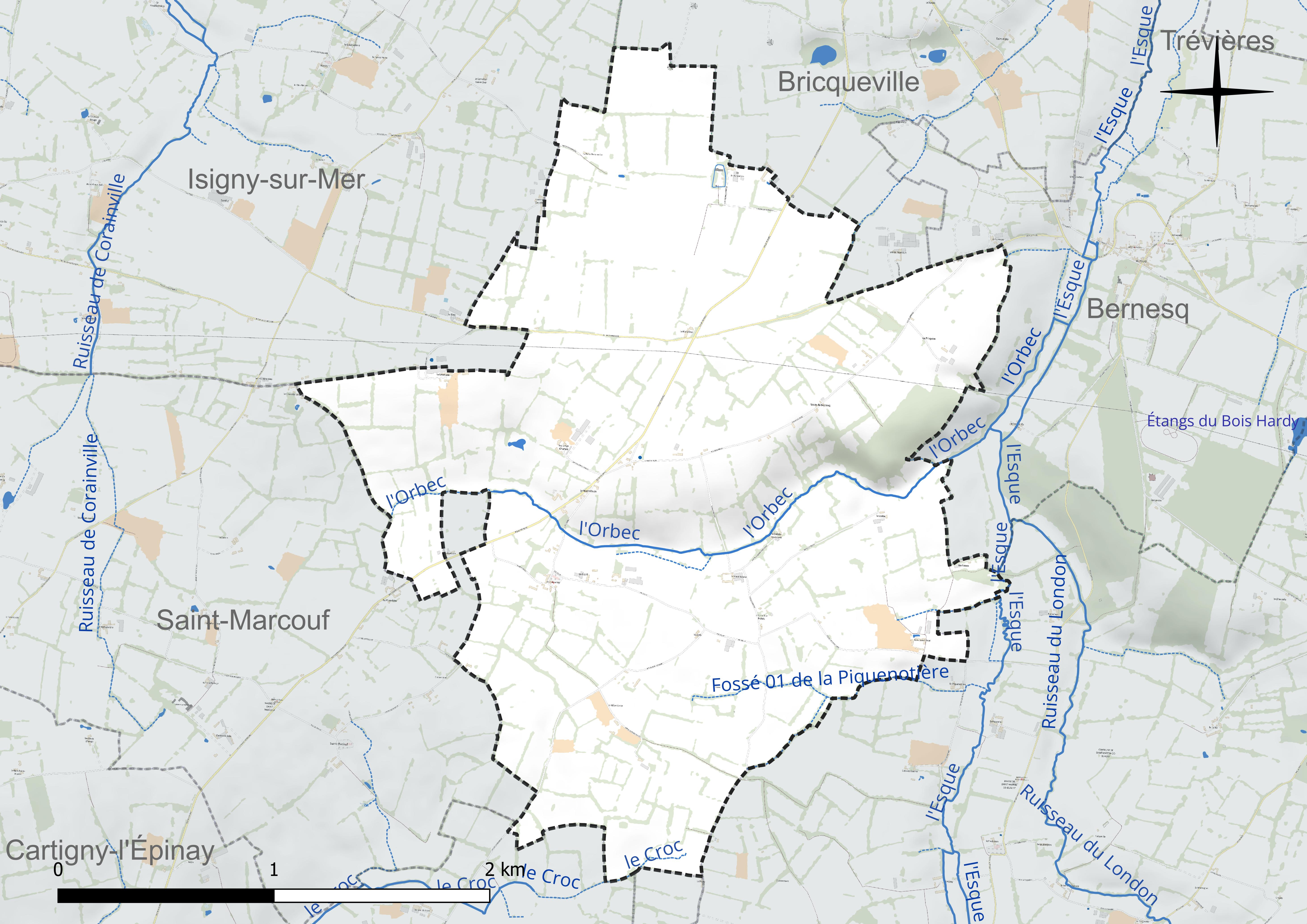
Réseau hydrographique de la La Folie.

### Climat
Pour des articles plus généraux, voir Climat de la Normandie et Climat du Calvados.
En 2010, le climat de la commune est de type climat océanique franc, selon une étude du CNRS s'appuyant sur une série de données couvrant la période 1971-2000. En 2020, Météo-France publie une typologie des climats de la France métropolitaine dans laquelle la commune est exposée à un climat océanique et est dans la région climatique  Normandie (Cotentin, Orne), caractérisée par une pluviométrie relativement élevée (850 mm/a) et un été frais (15,5 °C) et venté. Parallèlement le GIEC normand, un groupe régional d'experts sur le climat, différencie quant à lui, dans une étude de 2020, trois grands types de climats pour la région Normandie, nuancés à une échelle plus fine par les facteurs géographiques locaux. La commune est, selon ce zonage, exposée à un « climat maritime », correspondant au Cotentin et à l'ouest du département de la Manche, frais, humide et pluvieux, où les contrastes pluviométrique et thermique sont parfois très prononcés en quelques kilomètres quand le relief est marqué.
Pour la période 1971-2000, la température annuelle moyenne est de 10,7 °C, avec  une amplitude thermique annuelle de 11,3 °C. Le cumul annuel moyen de précipitations est de 835 mm, avec 13,7 jours de précipitations en janvier et 7,7 jours en juillet. Pour la période 1991-2020, la température moyenne annuelle observée sur la station météorologique la plus proche, située sur la commune de Balleroy-sur-Drôme à 13 km à vol d'oiseau, est de 11,2 °C et le cumul annuel moyen de précipitations est de 924,3 mm,. Pour l'avenir, les paramètres climatiques de la commune estimés pour 2050 selon différents scénarios d'émission de gaz à effet de serre sont consultables sur un site dédié publié par Météo-France en novembre 2022.

## Urbanisme

### Typologie
Au 1er janvier 2024, La Folie est catégorisée commune rurale à habitat très dispersé, selon la nouvelle grille communale de densité à 7 niveaux définie par l'Insee en 2022.
Elle est située hors unité urbaine et hors attraction des villes,.

### Occupation des sols
L'occupation des sols de la commune, telle qu'elle ressort de la base de données européenne d'occupation biophysique des sols Corine Land Cover (CLC), est marquée par l'importance des territoires agricoles (100 % en 2018), une proportion identique à celle de 1990 (100 %). La répartition détaillée en 2018 est la suivante : 
prairies (92 %), terres arables (8 %). L'évolution de l'occupation des sols de la commune et de ses infrastructures peut être observée sur les différentes représentations cartographiques du territoire : la carte de Cassini (XVIIIe siècle), la carte d'état-major (1820-1866) et les cartes ou photos aériennes de l'IGN pour la période actuelle (1950 à aujourd'hui).

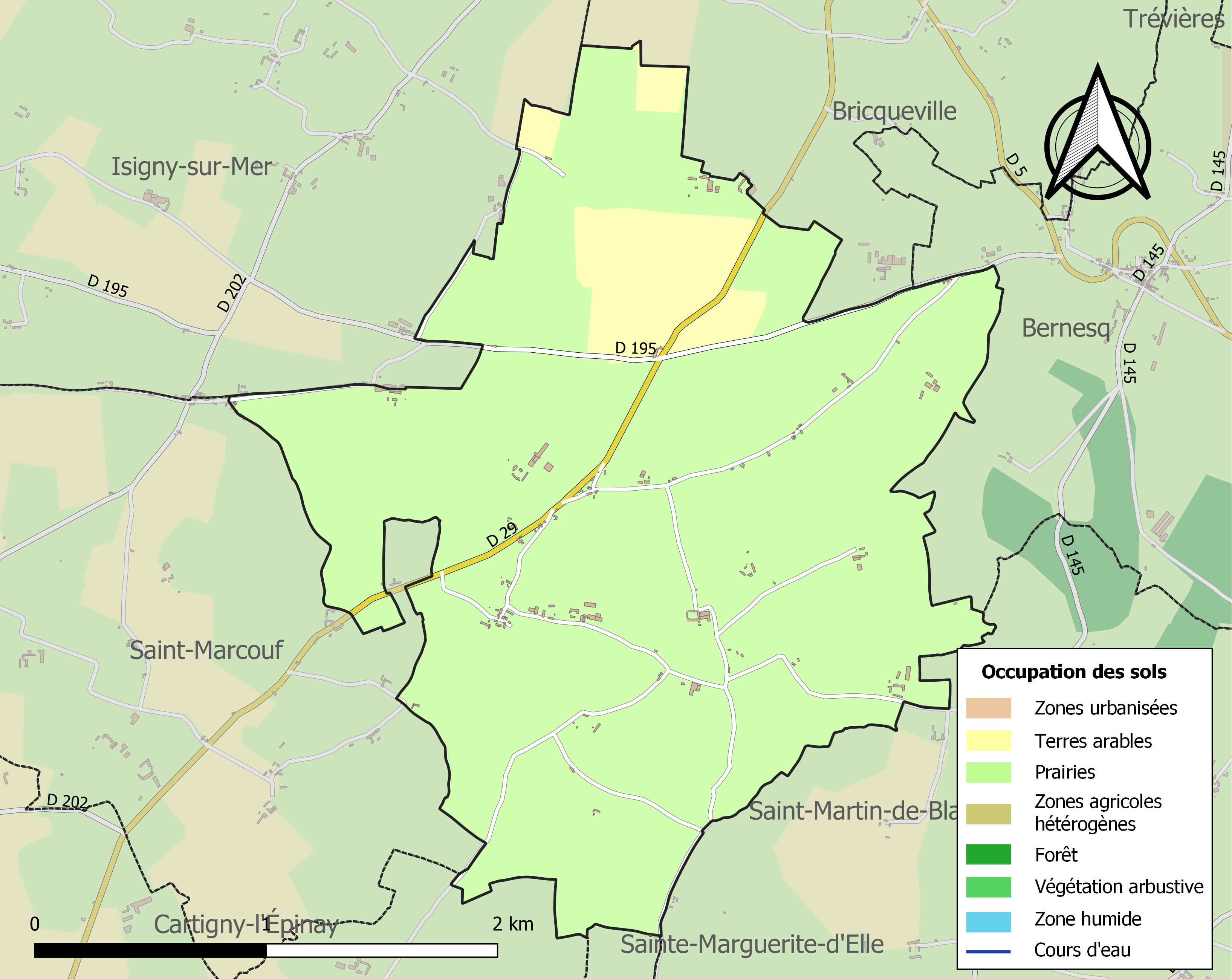
Carte des infrastructures et de l'occupation des sols de la commune en 2018 (CLC).

## Toponymie
Le nom de la localité est attesté sous la forme Folia au XIIIe siècle, en 1231.
« La Folie », ce toponyme, assez répandu en France, est toujours très difficile à cerner car il peut recouvrir des réalités très différentes. Dans de rares cas, le nom peut rappeler un pré où poussait la folie, une herbe légère et garnie de fleurettes blanches aujourd'hui appelée gysophile (car elle croît à l'état sauvage sur des terrains gypseux). Parfois, la folie est un bosquet, un clos ombragé et feuillu, une cabane (abri de feuillage). Durant le Moyen-Âge, les « folies » ne furent rien d'autre que des constructions rudimentaires, faites avec des branchages.

## Histoire
Avant la révolution, La-Folie dépendait administrativement de la sergenterie d'Isigny, de l'éléction de Bayeux et de la généralité de Caen. De 1790 à 1802, la commune faisait partie du canton de Baynes. À la suite de la suppression de ce canton, elle intègre le canton d'Isigny-sur-Mer jusqu'en 2015. Maintenant, depuis cette date, elle fait partie du canton de Trévières.
En religion, la paroisse faisait partie avant 1802, du doyenné de Couvains, de l'archidiaconé des Vez et du diocèse de Bayeux.
Le 24 octobre 1823, le procès-verbal de délimitation du territoire de La Folie indiquait qu'une enclave de 40 perches locales située dans la commune de Bernesq, faisait partie du territoire de la commune de La Folie (article 3 pages 6 et 7 et plan page 13).
Entre 1941 et 1950, les houillères de Littry exploitent les puits I et II de Fumichon à La Folie et à Saint-Martin-de-Blagny. 80 000 tonnes sont extraites au cours de cette décennie pour compenser les pénuries engendrées par la Seconde Guerre mondiale et la reconstruction.

## Politique et administration
| Période                                  | Période   | Identité        | Étiquette | Qualité              |
| ---------------------------------------- | --------- | --------------- | --------- | -------------------- |
| ?                                        | mars 2008 | Christian Morel | SE        |                      |
| mars 2008                                | En cours  | Monique Picant  | SE        | Exploitante agricole |
| Les données manquantes sont à compléter. |           |                 |           |                      |

Le conseil municipal est composé de sept membres dont le maire et une adjointe.

## Démographie
L'évolution du nombre d'habitants est connue à travers les recensements de la population effectués dans la commune depuis 1793. Pour les communes de moins de 10 000 habitants, une enquête de recensement portant sur toute la population est réalisée tous les cinq ans, les populations de référence des années intermédiaires étant quant à elles estimées par interpolation ou extrapolation. Pour la commune, le premier recensement exhaustif entrant dans le cadre du nouveau dispositif a été réalisé en 2006.
En 2022, la commune comptait 107 habitants, en évolution de +5,94 % par rapport à 2016 (Calvados : +1,58 %, France hors Mayotte : +2,11 %).
| 1793 | 1800 | 1806 | 1821 | 1831 | 1836 | 1841 | 1846 | 1851 |
| ---- | ---- | ---- | ---- | ---- | ---- | ---- | ---- | ---- |
| 353  | 335  | 400  | 356  | 307  | 314  | 333  | 328  | 311  |

| 1856 | 1861 | 1866 | 1872 | 1876 | 1881 | 1886 | 1891 | 1896 |
| ---- | ---- | ---- | ---- | ---- | ---- | ---- | ---- | ---- |
| 301  | 315  | 325  | 306  | 328  | 302  | 301  | 277  | 284  |

| 1901 | 1906 | 1911 | 1921 | 1926 | 1931 | 1936 | 1946 | 1954 |
| ---- | ---- | ---- | ---- | ---- | ---- | ---- | ---- | ---- |
| 265  | 237  | 206  | 190  | 180  | 169  | 208  | 241  | 234  |

| 1962 | 1968 | 1975 | 1982 | 1990 | 1999 | 2006 | 2011 | 2016 |
| ---- | ---- | ---- | ---- | ---- | ---- | ---- | ---- | ---- |
| 210  | 178  | 153  | 124  | 102  | 114  | 114  | 123  | 101  |

| 2021 | 2022 | - | - | - | - | - | - | - |
| ---- | ---- | - | - | - | - | - | - | - |
| 103  | 107  | - | - | - | - | - | - | - |

## Économie
La commune se situe dans la zone géographique des appellations d'origine protégée (AOP) Beurre d'Isigny et Crème d'Isigny.

## Lieux et monuments
- Église Saint-Pierre[26].
- Château de la Bretonnière.

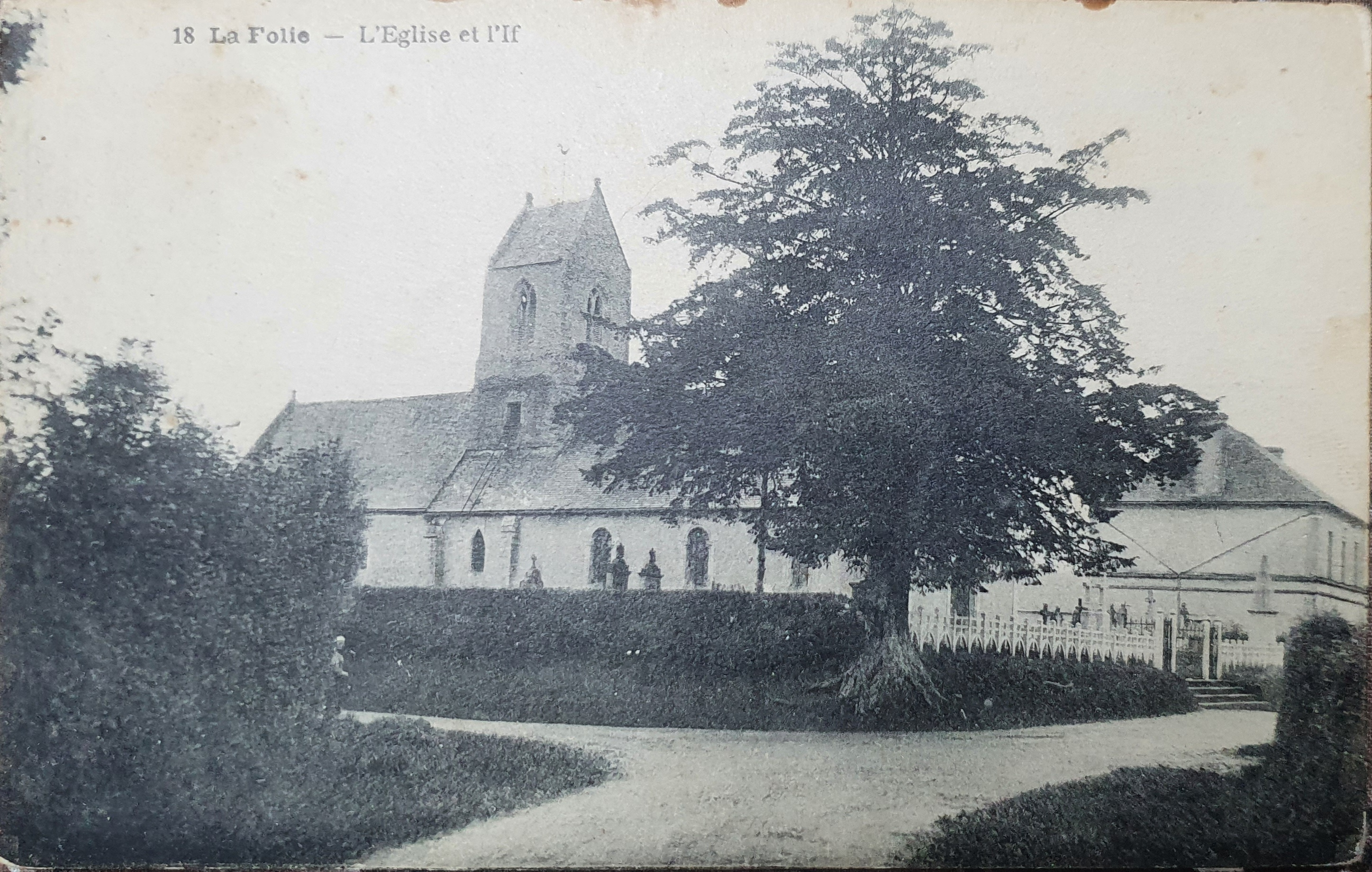
Église de La Folie avec son if. Carte postale datant des années 1920.

- Ferme-manoir du Haut-Manoir (aussi appelé Vaumanoir).